# Ямамото, Рихито
Рихито Ямамото (яп. 山本 理仁; род. 12 декабря 2001, Канагава) — японский футболист, полузащитник клуба «Сент-Трюйден». Участник Олимпийских игр 2024 года.

## Клубная карьера
Воспитанник «Токио Верде», где в 2019 году и начал футбольную карьеру. На взрослом уровне дебютировал 5 мая 2019 года в рамках Второго дивизиона Джей-лиги против «В-Варен Нагасаки» (2:1). Ямамото являлся основным игроком команды в течение трёх с половиной сезонов, проведя за это время 104 матча и забив 3 мяча.
Летом 2022 года перешёл в «Гамбу Осака», дебютировав в чемпионате Японии 1 октября 2022 года в матче с «Касива Рейсол» (0:0).
Спустя год, в июле 2023 года, японец перешёл на правах аренды в бельгийский «Сент-Трюйден», где кроме него играло ещё шесть представителей страны восходящего солнца. Впервые в чемпионате Бельгии он сыграл 30 июля 2023 года в игре против «Стандарта» (1:0). По окончании сезона, где он сыграл в 33 играх из 40 возможных, он заключил с клубом полноценный контракт.

## Карьера в сборной
Выступал за сборные Японии различных возрастов. Участник молодёжного чемпионат Азии 2022 года в Узбекистане, завершившийся для японцев бронзовыми наградами, поскольку в решающем матче они переиграли Австралию (3:0). На следующем турнире в Катаре Япония дошла до финала, где обыграла Узбекистан со счётом 1:0.
Летом 2024 года Го Оива включил Рихито Ямамото в состав сборной для участия в Олимпийских играх в Париже. На турнире он отличился голами в ворота Парагвая (5:0) и Мали.

## Достижения
- Победитель молодёжного чемпионата Азии: 2024